# A Boy and His Blob: The Rescue of Princess Blobette
 (novembre 2018).
Si vous disposez d'ouvrages ou d'articles de référence ou si vous connaissez des sites web de qualité traitant du thème abordé ici, merci de compléter l'article en donnant les références utiles à sa vérifiabilité et en les liant à la section « Notes et références ».
A Boy and His Blob: The Rescue of Princess Blobette est un jeu de plate-forme sorti sur Game Boy en 1990. C'est la suite de A Boy and His Blob: Trouble on Blobolonia sorti un an plus tôt sur Nintendo Entertainment System.
Un garçon et son blob, une créature gélatineuse, doivent parcourir un château de long en large pour délivrer la princesse Blobette.

## Système de jeu
Le principe est toujours le même que dans le premier épisode, ainsi le seul moyen de progresser est de donner des jellybeans (boules de gommes dans le mode d'emploi) au blob pour qu'il puisse se transformer en objet utile (clé, bulle, trampoline, etc.).